# L'Œil du cyclone (film, 2015)
Pour les articles homonymes, voir L'Œil du cyclone.
Pour plus de détails, voir Fiche technique et Distribution.
L'Œil du cyclone est un film du réalisateur burkinabé Sékou Traoré, sorti en 2015. Le film est une adaptation au cinéma de la pièce de théâtre du même nom du dramaturge et metteur en scène Luis Marquès avec dans les rôles principaux Maimouna N'Diaye et Fargass Assandé. Le film est sélectionné pour le FESPACO 2015 et remporte l'Africa Movie Academy Award du meilleur film en 2016.

## Synopsis
Hemma Tou, une jeune avocate, fille d'une personnalité importante du pays, se voit confier la défense d'un criminel de guerre accusé d'avoir mener des attaques, des pillages, des viols et des exactions diverses. Tandis que la population réclame vengeance et des tractations politiques semblent décider de l'issue du procès, Hemma Tou lutte avec sa conscience professionnelle et le lien particulier qui s'installe entre elle et le prisonnier.

## Fiche technique
- Titre : L'Œil du cyclone
- Réalisation : Sékou Traoré
- Scénario : Christophe Lemoine et Luis Marquès
- Musique : Thierry Malet
- Photographie : Pascal Baillargeau
- Montage : Isabelle Proust
- Production : Philippe Braunstein, Axel Guyot et Serge Alain Noa
- Société de production : Les Films d'Avalon, Abissia Productions et Vynavy Productions
- Société de distribution : Destiny Distribution (France)
- Pays de production :  Burkina Faso et  France
- Genre : Drame
- Durée : 100 minutes
- Dates de sortie : 
  - France : 29 août 2015 (Festival du film francophone d'Angoulême) ; 22 novembre 2017

## Distribution
- Maimouna N'Diaye : Emma Tou
- Fargass Assandé : Blackshouam
- Abidine Dioari : Solo
- Issaka Sawadogo : le procureur Roc
- Serge Henry : le père Tou
- Rasmané Ouédraogo : le bâtonnier
- Josiane Hien Yeri : Tina
- Yaya Mbile Bitang : la mère Tou
- Fatou Traoré : Lily
- Adama Barry : Boukson
- Sou Jacob : le juge Doumia
- Mahamadou Zoungrana : le chef Bako
- André Bougouma : Maglé
- Gerard Ouedraogo : le commandant